# Длинна (присілок)
Длинна (рос. Длинная) — присілок в Щигровському районі Курської області Російської Федерації.
Населення становить 232 особи. Входить до складу муніципального утворення Нікольська сільрада.

## Історія
Населений пункт розташований на території українського етнічного та культурного краю Східна Слобожанщина.
Від 2004 року входить до складу муніципального утворення Нікольська сільрада.

## Населення
| 2002 | 2010 |
| ---- | ---- |
| 235  | ↘232 |